# Enrique Cavestany

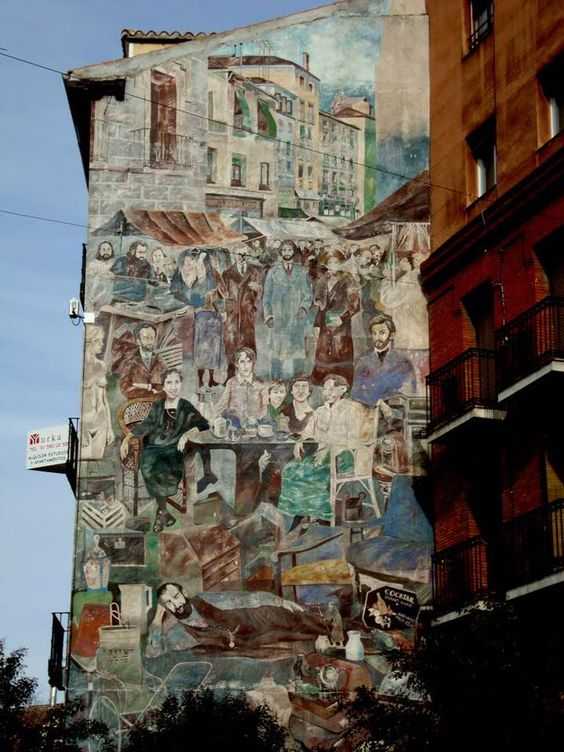
Wandgemälde von Enrique Cavestany an der Plaza del Cascorro in Madrid

Enrique Cavestany Pardo Valcárce (* 7. Februar 1943 in Madrid) ist ein spanischer Maler, Zeichner, Innenarchitekt, Bühnenbildner, Schriftsteller und Journalist.

## Leben
Nach dem Abschluss seines Bachelor-Studiums begann er 1962 ein Studium der Architektur an der Escuela Técnica Superior de Arquitectura de Madrid, das er 1965 abbrach. Ab 1966 arbeitete er als Illustrator für die Presse und trat mit ersten Ausstellungen von Malerei und Zeichnungen an die Öffentlichkeit. Ab 1969 arbeitet er als Innenarchitekt. Bei einem Wettbewerb der Agrupación de Decoradores gewann er die erste Auszeichnung seiner Karriere für den Entwurf eines Pavillons bei der gewerblichen Messe von Zagreb. Von 1969 bis 1971 gestaltete er mehrere Filialen der Bank EICO in Madrid.

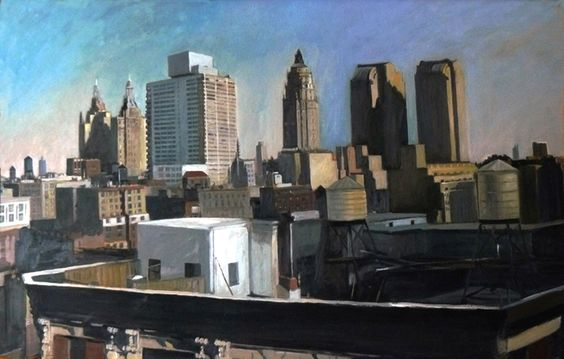
NY From roof terrace 155 W 68 street von Enrique Cavestany

1972 veröffentlichte er sein erstes Buch mit Erinnerungen aus der Kindheit. 1973 trat er in das neugegründete Colegio Nacional de Decoradores ein. In den Jahren von 1973 bis 1979 beschäftigte er sich mit Industriedesign und mit Innenarchitektur-Projekten. 1978 gründete und leitete er in Madrid die Kulturvereinigung La Mandrágora. Während der Transition zur Demokratie in Spanien wurde sie zum nächtlichen Anlaufpunkt für die Intellektuellen der Stadt. Im Vereinslokal in der Calle de la Cava Baja entfaltete sich musikalische, literarische und theatralische Kleinkunst. Dort erschien auch eine CD mit Liedern von Javier Krahe, Joaquín Sabina und Alberto Pérez Lapastora.
Im Rahmen eines Programms der Stadt Madrid zur Gestaltung von Hauswänden entstand 1983 sein großes Wandgemälde an der Plaza del Cascorro.
1990 war er Gründungsmitglied der Agentur VEGAP zur Vertretung der Urheberrechte bildender Künstler. 1996 wurde er zum Präsidenten der Asociación de Artistas Plásticos gewählt. Dieses Amt bekleidete er bis 2002. 2002 präsentierte er im Colegio Oficial de Arquitectos die grafische Ausstellung Madrid Marítimo. Die Sammlung wurde später vom Museo de Arte Contemporáneo de Madrid erworben und 2004 im Rahmen der Ausstellung Tres visiones de Madrid erneut der Öffentlichkeit präsentiert.  2004 präsentierte er seine Ausstellung El Mundo Perdido de Los Oparvorulos im Museo de América in Madrid. 2007 wurde sie in Cuenca erneut präsentiert. 2012 bis 2013 arbeitete er als Bühnenbildner und Kostümausstatter am Stadteater in Göteborg für die Inszenierung von William Shakespeares Komödie Wie es euch gefällt. 2023 präsentierte er in Paris Seres mutantes, eine Ausstellung von Skulpturen, die er während der Covid-Pandemie geschaffen hatte.
Werke von Enrique Cavestany befinden sich in den Sammlungen des Museo de Arte Contemporáneo de Madrid, des Museo de Albacete, des Museo del Dibujo Castillo de Larrés in Sabiñánigo, des Museo de Arte Contemporáneo Las Carmelitas in Cuenca und in der Sammlung des Banco Hipotecario de España.

## Ausstellungen (Auswahl)

### Einzelausstellungen
- 1978 Paisaje Urbano. Galería Taniarte 86. Madrid[13]
- 1982 Pintura, dibujos y collages 1914–1918. Local, Centro de diseño. Madrid[14]
- 1985 Cinco años de pintura. Museo de Bellas Artes de Castilla-La Mancha. Albacete.[15]
- 1990 Retratos Artificiales. Galería La Kábala. Madrid.[16]
- 1993 Paisaje interior, La Kábala, Madrid.[17]
- 1994 Madrid, Gran Vía. Galería Tórculo. Madrid.[18]
- 2000 Madrid Marítimo. Fundación COAM. Madrid.[19]
- 2004 Madrid Marítimo. Museo de Arte Contemporáneo. Madrid.[20]
- 2004 El Mundo Perdido de los Oparvorulos. Museo de América. Madrid.[10]
- 2012 Tempus Fugit. Cineteca de Matadero, Madrid.[21]
- 2013 Tempus Fugit. Göteborg Stadteater[11]
- 2023 Zeichnungen aus der Theatergarderobe zu Shakespeare's As you like it. Göteborg Stadteater[11]
- 2014 Arcas de Agua. Espacio Perga. Albacete[22]
- 2018 El Mundo perdido de los oparvorulos. Museo de Albacete
- 2023 Seres mutantes, Paris[12]

### Sammelausstellungen
- 1986 Dibujantes en El País, Galería El Coleccionista. Madrid.[23]
- 1997 Cadáver Exquisito, Círculo de Bellas Artes. Madrid.[24]
- 1998 Autorretrato Colectivo. SalaMillares, MEAC, Madrid.[25]
- 2002 150 artistas en solidaridad con Palestina. Conde Duque, Madrid.[26]
- 2003 Ramón y Cajal visto por 21 ilustradores. Sala de Exposiciones MultiCaja. Huesca[27][28]
- 2004 Tres visiones de Madrid. Museo de Arte Contemporáneo. Madrid.
- 2008 La Prensa Ilustrada en Madrid, 1976* 2008. (Kurator und Teilnehmender). Museo de Arte Contemporáneo.[29]

### International
- 1989 Sierre, Schweiz: Franco a través de las caricaturas y el trabajo en prensa Festival Internacional de La Bande Desinée,.
- 1998 Innsbruck, Tempos Fugit. Stadtturmgalerie
- 2005 Buenos Aires, Transarte, Espacio Giesso[30]
- 2013 Tempus Fugit 2. Göteborg, Stadteater

## Publikationen

### Bücher
- 1967 Illustrationen in Büchern des Verlags Luis de Caralt, Barcelona
- 1972 Cangrejo de alta mar. Ed. Istmo. Madrid. Depósito legal: M. 13.137-1972
- 2003 Una cueva diluvial en la Cava Baja. Fundación Enrius & Trama Editorial. Madrid. ISBN 84-89239-36-3
- 2007 El Mundo Perdido de Los Oparvorulos Fundación Antonio Pérez. Diputación de Cuenca. ISBN 84-95192-81-0
- 2011 Gángsters & Falleras Ed. Bubok Publishing. Madrid. ISBN 978-84-9981-831-3
- 2016 Guilhem, una historia caníbal, Ed. Libros.com. Madrid. ISBN 978-84-16616-55-8

### Presse
- 1966–67 Illustrationen und Mitarbeit in den Periodika La Estafeta Literaria, Informaciones, Sábado Gráfico, Gentelman und El País Dominical.
- 1978–2008 Zeichnungen und Artikel in El País
- 1985 Zeichnungen und Mitarbeit in der Revista de Occidente

## Auszeichnungen
- 1969 Erster Preis der Agrupación de Decoradores für den Entwurf zum spanischen Pavillon auf der Messe von Zagreb
- 1973 Preis beim Wettbewerb SKAI für Möbeldesign
- 1975 Designpreis beim Wettbewerb TAFISA
- 1978 Erster Preis beim nationalen Wettbewerb von Acuarela
- 1980 Sieger Premio Adaja für Malerei in Ávila
- 1982 Ehrende Erwähnung bei der Biennale für Malerei in Ávila